# Santiago Bernabéu
Pour les articles homonymes, voir Santiago Bernabéu (homonymie).
 (décembre 2022).
Si vous disposez d'ouvrages ou d'articles de référence ou si vous connaissez des sites web de qualité traitant du thème abordé ici, merci de compléter l'article en donnant les références utiles à sa vérifiabilité et en les liant à la section « Notes et références ».
En pratique : Quelles sources sont attendues ? Comment ajouter mes sources ?

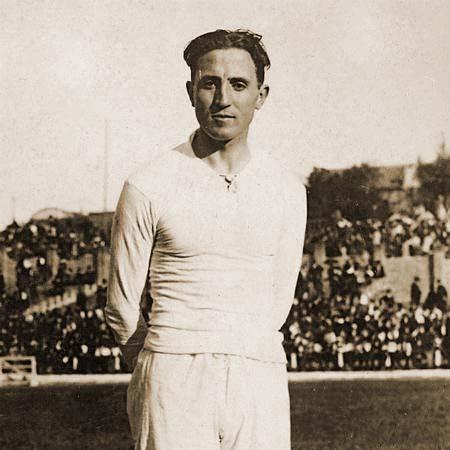
Santiago Bernabéu, Real Madrid.

Santiago Bernabéu, né le 8 juin 1895 à Almansa et mort le 2 juin 1978 à Madrid, est un footballeur, entraîneur, et directeur sportif espagnol, président du club de football du Real Madrid entre 1943 et 1978. Il est le dirigeant qui a servi le plus longtemps l'équipe madrilène, présidée pendant 35 ans jusqu'à sa mort.

## Biographie

### Avant-guerre
Il s'associe au club jusqu'en 1923, d'abord en tant que directeur, puis directeur-adjoint devenant entraîneur de l'équipe première.
Le championnat espagnol s'interrompt avec la guerre civile espagnole qui débute en 1936. Pendant cette guerre il combat aux côtés des franquistes sous les ordres du Général Muñoz Grandes et contribue à l'invasion de la Catalogne par les forces nationalistes de Franco.

### Après-guerre
Quand la guerre se termine, Bernabéu est limogé par les membres de l'ancienne administration. Au sortir de la guerre civile certains joueurs ont disparu et de nombreux trophées ont été volés.
Il consacre plusieurs mois à reprendre contact avec les anciens joueurs, directeurs, et membres de club afin de le réorganiser.
En 1943, le gouvernement force les présidents des deux clubs (FC Barcelone, Real Madrid) à démissionner et Bernabéu prend la tête du Real, élu à l'unanimité le 15 septembre 1943, position qu'il occupera jusqu'à sa mort le 2 juin 1978.
Cependant, le succès ne vient pas immédiatement. Le club reste très pauvre comme les autres clubs de l'époque, tels que l'Atlético, le FC Barcelone, et le club de Bilbao qui ont marqué leur temps.
Le nouveau stade Chamartín est inauguré le 14 décembre 1947 (victoire 3-1 du Real sur Belenenses), Bernabéu souhaite que ce soit le plus grand d'Europe (les joueurs s'exercent sur le Ciudad Deportiva[Où ?]).
Bernabéu réorganise le club à tous les niveaux, donnant à chaque classe d'âge une équipe technique et en s'appuyant sur des personnes ambitieuses et talentueuses, telles que Raimundo Saporta.
Il s'appuie sur une politique de recrutement de grands joueurs étrangers, politique encore appliquée à l'heure actuelle, parmi ceux-ci Luis Molowny, Alfredo Di Stéfano, Raymond Kopa, Ferenc Puskás, Günter Netzer viennent renforcer les rangs madrilènes. Parmi les légendes espagnoles du Real, on trouve Miguel Muñoz, Francisco Gento, Héctor Rial, José Santamaría, Amancio Amaro, Pirri, Santillana, Juanito, José Antonio Camacho qui forgeront la renommée du Real. L'international roumain Nicolae Dobrin restera la seule star qui ne jouera pas au Real Madrid, malgré l'offre de 2 millions de dollars pour le transfert. Ceauşescu s'y oppose formellement, arguant que Nicolae Dobrin est un « bien national », ne peut être « aliéné » et « ne jouera pas dans un pays fasciste ».
Durant sa présidence, le Real devient le club européen le plus prestigieux avec 7 Coupe des clubs champions européens, 16 championnats d'Espagne et six Coupes d'Espagne. Il remporte également 2 victoire en Coupe intercontinentale.
En janvier 1955, le stade est rebaptisé stade Santiago Bernabéu.